# Digimon Adventure 02: D-1 Tamers
Digimon Adventure 02: D-1 Tamers (デジモンアドベンチャー02 ディーワンテイマーズ?, Dejimon Adobenchā Zero Tsū Dīwan Teimāzu) è un videogioco pubblicato da Bandai per WonderSwan Color. Il gioco è uscito solo in Giappone il 9 dicembre 2000.

## Trama
Pochi giorni dopo la fine degli eventi di Tag Tamers, Ken si trova ancora a letto, assistito da Ryo. Ken indica a Ryo il suo computer, dicendo che c'è qualcosa che Ryo vi dovrebbe vedere. Ryo va a controllare e trova una pagina che conduce ad un test per potenziali partecipanti ad un evento chiamato "Torneo D-1". Curioso, Ryo inizia a fare il test. Rispondendo ad ogni domanda, diviene sempre più chiaro che il test era stato truccato in un modo per cui lui sarebbe stato l'unico a poter rispondere a tutte le domande. Chiede quindi a Ken di cosa si tratti, ma Ken ne è all'oscuro. Senza possibilità di trovare una risposta, Ryo finisce il test. Una volta scelto uno dei quattro Digimon Supremi, l'ombra di quel Digimon rapisce Ryo dalla camera di Ken nel mondo reale.
Ryo viene quindi trasportato a Digiworld e Piximon gli spiega che il mondo digitale ha nuovamente bisogno del potere di Ryo. Comprensibilmente scettico, poiché era stato chiamato a Digiworld solo quando Millenniummon stava per distruggerlo, ne chiede il motivo. Piximon spiega che i Digimon Supremi che governano Digiworld hanno indetto un torneo. Gennai gli dice che gli altri Digiprescelti sono stati convocati anch'essi e prega Ryo di andare all'arena.
Una volta lì, un gruppo di Domatori (nessuno dei quali è mai apparso in uno show televisivo) inizia a prendere in giro Ryo. Uno di questi dice che si aspettava di meglio da colui che ha sconfitto Millenniummon. Un altro si chiede se Ryo riuscirà a rimanere imbattuto. Poco propenso ad attaccare briga con i bulli, Ryo non dice nulla quando i Domatori iniziano ad avvicinarsi a lui. Prima che ciò possa degenerare in rissa, Piximon interrompe il gruppo, dicendo che il torneo sarebbe servito per trovare il più grande Domatore e che tutti sarebbero dovuti andare d'accordo molto più di così, mandando poi Ryo da Gennai. Arrivato a casa di Gennai, Ken accoglie Ryo dal monitor di Gennai. Gennai lo aveva messo a punto affinché Ken potesse ancora comunicare con Ryo tramite il computer ed il D-Terminal, poiché Ken era ancora malato e bloccato nel mondo reale. ToyAgumon arriva ad avvertire tutti che il Digimon Supremo sta per dare indicazioni riguardo al torneo.
Il Digimon Supremo (quello scelto dal giocatore) si presenta e spiega che gli altri tre Digimon Supremi sono diventati malvagi e si stanno preparando a sconfiggere l'unico rimasto dalla parte del bene, prima di dedicarsi ai loro interessi individuali ed eliminarsi a vicenda così che uno solo possa infine governare il mondo digitale. Il ragazzo che avrebbe vinto il torneo sarebbe stato dichiarato il più forte e sarebbe stato scelto per avere come Digimon partner il Digimon Supremo in modo da cercare di riportare i suoi compagni alla ragione. Piximon quindi spiega che il torneo si svolgerà in cinque livelli. I contendenti devono allenarsi prima di affrontare ciascun livello. Dopo le offerte di aiuto ricevute da Wormmon, Agumon e Veemon, Ryo si allena e riesce a passare ogni livello ed ogni enigma che gli si presenta. I livelli, che vengono affrontati dal numero cinque al numero uno, lo vedono affrontare in successione Izzy Izumi, Willis, Mimi Tachikawa (che alla fine del torneo chiederà anche a Ryo di uscire con lei), Matt Ishida e Tai Kamiya. Durante tutto il torneo, Ken provvede a fornire consigli e suggerimenti a Ryo tramite il D-Terminal.
Nei primi tre livelli non accade niente di rilevante. Successivamente, però, le cose iniziano a prendere una brutta piega: nel Cimitero dei Digimon, Ryo è costretto a sacrificare un Digimon per poter scappare. Dopo la vittoria del torneo da parte di Ryo, Tai gli rivela che, nonostante nessuno di loro lo sapesse originariamente, il Torneo D-1 e tutta la storia dietro di esso erano un imbroglio. Ryo era già stato selezionato per vincere in ogni caso, il torneo consisteva semplicemente in un allenamento necessario a Ryo per diventare più forte ed affrontare Moon=Millenniummon, lo spirito intrappolato nel cristallo di Millenniummon, e che nessun altro all'infuori di lui sarebbe stato in grado di sconfiggerlo. Anche se tutti i Digiprescelti si scusano per essere stati costretti ad ingannarlo, Ryo rimane in silenzio, chiudendosi in sé stesso. Sarebbe rimasto con questo stato d'animo per il resto di D-1 Tamers ed anche in Brave Tamer. Nonostante questo, Ryo decide di affrontare l'ultimo enigma di allenamento prima di essere spedito all'isola volante di Moon=Millenniummon.
Questa volta, il covo di Millenniummon si trova in una torre di cristallo sull'isola fluttuante. Moon=Millenniummon dice che stava aspettando Ryo, che era tornato in vita per sfidarlo nuovamente e che nessun Digimon rappresenta una minaccia per lui. Nemmeno i Digimon Supremi sono in grado di sconfiggerlo. Ma Ryo è diverso, dice il Digimon, perché Ryo è l'unico elemento casuale che rende possibile l'impossibile. Dopo la sua sconfitta, Moon=Millenniummon rivela che lui e Ryo sono come lo Yin e lo Yang e che nessuno dei due può morire finché l'altro è in vita. Se lui viene sconfitto, anche Ryo viene sconfitto. Moon=Millenniummon invita il ragazzo a volare con lui oltre i mondi del tempo, mentre l'isola fluttuante esplode.
Da quel punto in poi, Ryo è considerato morto nell'universo di Adventure. Nonostante continue ricerche, Ryo non viene mai trovato e tutti tranne Ken perdono la speranza.

## Accoglienza
Al momento dell'uscita, i quattro recensori della rivista Famitsū hanno dato un punteggio di 26/40.